# Smaljavičy
Smalyavichy (in bielorusso Смалявічы?; in russo Смолевичи?, Smoleviči) è una città bielorussa situata nella regione di Minsk; è capoluogo dell'omonimo distretto.